# Harma van Kreij
Harma van Kreij (født 11. november 1993 i Limburg, Holland) er en kvindelig hollandsk håndboldspiller som spiller for slovenske RK Krim.